# Waardassacker en Holendrecht
Waardassacker en Holendrecht is een poldergebied en voormalig waterschap in de Nederlandse provincie Utrecht ten zuiden van het riviertje de Holendrecht. Het waterschap ging in 1976 over in De Proosdijlanden.
Het waterschap werd in 1919 gevormd uit:
1. Holendrechterpolder
2. Waardassackerpolder